# Сливница (булевард във Варна)
Вижте пояснителната страница за други значения на Сливница.
„Сливница“ е сред основните булеварди и радиален път на Варна, който преминава през голяма част от града в посока изток-запад, като започва от Морската градина, минава покрай Парк-музей „Владислав Варненчик“ и завършва до ул. „Атанас Москов". Булевардът носи името на град Сливница, в близост до който се е състояла Сливнишката битка по време на Сръбско-българската война от 1885 г.

## Архитектурна история
Според изворите, през ноември 1888 г. улица „Сливница“ се споменава като една от по-главните улици на града. От началото на ХХ век до днес по бул. „Сливница“ са запазени едва няколко сгради-архитектурни паметници, като Мъжката гимназия и бившият ресторант „Ешмедемето“ на ъгъла с бул. "Княз Борис I". Сред загубените е съборената сграда на военната болница, където през 1904 г. е функционирало и средно търговско училище, а по-късно – френското девическо училище „Сент Андре“. През 1924 г. „Сливница“ е най-шумната
улица във Варна.

## Обекти
Северна страна
- Фестивален и конгресен център
- Евангелистка петдесятна църква
- Седалище на Община Варна
- Площад „Илко Ескенази“
- Корпус 3 на Икономически университет - Варна
- Варненски затвор
- Балнеологичен център „Дом Младост“

Южна страна
- Хотел Черно море
- Варненски археологически музей
- Площад „Отец Паисий“
- Център за специализация и професионална подготовка на МВР – Варна
- Регионална дирекция ПБЗН – Варна
- Стадион „Локомотив“
- Пфое Мол
- Делта Планет Мол
- Професионална гимназия по строителство, архитектура и геодезия „Васил Левски“